# سيمين صابري
سيمين صابري (2 آذار 1959 - 18 حزيران 1983) كانت إحدى ضحايا الطائفة البهائية في إيران، حيث أُدينت بالإعدام من قبل المحكمة الثورية الإسلامية بسبب معتقداتها الدينية. وهي في الرابعة والعشرين من عمرها، أُعدِمت على يد جمهورية إيران الإسلامية مع تسع نساء بهائيات أخريات في ساحة تشوغان بمدينة شيراز. وقد وُصفت بأنها "واحدة من أكثر الأشخاص شجاعة" في هذه المجموعة.

## السيرة
وُلدت صابري في 2 آذار 1959 لعائلة بهائية في قرية ده بيد التابعة لمدينة ده بيد، مركز أرسنجان في محافظة فارس. وكان منزلهم يقع على بعد كيلومترين من مدينة مرودشت. والدها حسين كان مسلمًا في الأصل، لكنه اعتنق الديانة البهائية. أما والدتها، طاووس بومبوسيان، الزوجة الثانية لحسين، فكانت من أصل يهودي، لكن والديها أصبحا بهائيين. بالإضافة إلى شقيقين غير شقيقين وأربع أخوات غير شقيقات من زواج حسين الأول، كانت سيمين أصغر أبناء حسين الخمسة من طاووس. وكما هو حال والديها، كانت مؤمنة بالديانة البهائية. بعد إنهائها المرحلة الثانوية وحصولها على الشهادة، عملت في شركة مرودشت الزراعية نظرًا لمهاراتها.
ساعدت صابري والدتها في الخياطة، وكانت كثيرًا ما تذهب مع صديقاتها إلى المستشفى النفسي لمساعدة الفتيات الصغيرات في مهامهن. كما شاركت لفترة في لجنة التعليم البهائي في شيراز، وأصبحت أصغر مساعدة لعضو في مجلس المعاونة.

## خلال فترة الثورة الإيرانية
في خضم ثورة عام 1979، هاجم بعض المتعصبين العديد من منازل البهائيين في مرودشت وداهموها، وقاموا بتهديد السكان وترهيبهم ورشق منازلهم بالحجارة.
نتيجة لذلك، غادرت عائلة صابري منزلها وانتقلت إلى طهران للإقامة مع أقاربها، كما فرّ بعض أفراد العائلة إلى خارج البلاد، ومن بينهم إحدى بنات أختها. وبعد مرور شهر على عودتهم إلى شيراز، استولت الحكومة على منزلهم.

## الاعتقال والملاحقة القضائية
في 24 تشرين الأول 1982، اعتُقلت صابري على يد عملاء الحكومة الإيرانية ونُقلت إلى سجن عادل آباد في شيراز. وُضعت في زنزانة لا تتجاوز مساحتها مترين ونصف، مع سجينتين أخريين. وكانت تداوم على الصلاة وتلاوة أحاديث عبد البهاء باستمرار. وفي كل مرة تزورها والدتها، كانت تحاول مواساتها وتنصحها بالرضا بقضاء الله.
لم تُنشر التهم الموجهة ضد صابري ولا إجراءات محاكمتها. ووفقًا لممثلي المجتمع البهائي، فإن السبب الأساسي لاعتقالها ومحاكمتها كان انتماءها للديانة البهائية. وذُكر أنها واجهت ستة عشر تهمة، من بينها كونها بهائية، ومشاركتها في تنظيم أنشطة المجتمع البهائي، ورفضها الزواج أو التراجع عن معتقدها.

## الإعدام
في 18 حزيران 1983، أُعدمت صابري مع تسع نساء بهائيات أخريات في سجن عادل آباد بمدينة شيراز، وكان عمرها 24 عامًا. وقد ورد اسمها في قائمة الـ 206 أشخاص التي أصدرتها الجماعة البهائية الدولية عام 1999.

## قراءة إضافية
- أوليا روحي زادجان، قصة أوليا: رواية درامية لأحد الناجين من اضطهاد البهائيين في إيران الثورية (أكسفورد: ون وورلد، 1993).(ردمك 185168073X)